# Falling into You Tour
Il Falling into You Tour è il terzo tour mondiale della cantante pop Céline Dion. Fu organizzato per supportare il suo album Falling into You, che divenne uno dei dischi più venduti della storia con 32 milioni di copie.

## Informazioni sul tour
Il suo precedente D'eux Tour terminò solo poco più di un mese prima dell'inizio di questo, che visitò un numero maggiore di Nazioni.
Nel febbraio 1996, Céline Dion ha annunciato il lancio del suo Falling into You Tour a sostegno di un nuovo album.
Céline partì da Perth, Australia Occidentale, nel marzo 1996, e si esibì in un primo momento in Australia, con un concerto anche in Nuova Zelanda.
In seguito la Dion approdò in Canada e Stati Uniti.
Tenne poi concerti nelle arene in Europa, come Bercy a Parigi e il FilaForum di Assago a Milano, il suo primo concerto in Italia.
Céline Dion si esibì in numerosi concerti in Giappone, e tenne un concerto anche in Corea del Sud. Le venne commissionato inoltre un concerto privato dal Sultano del Brunei a Bandar Seri Begawan.
Nel giugno 1997, Céline Dion si esibì infine in alcuni dei più grandi stadi europei, cantando di fronte a folle che andavano dai 35.000 ai 70.000 spettatori. Si esibì a Dublino, Londra, Amsterdam, Bruxelles, Copenaghen, Berlino e Zurigo, dove il Falling into You Tour si concluse il 26 giugno al Letzigrund Stadion.
Complessivamente, il tour durò più di un anno, contando 149 concerti in 18 Paesi diversi (includendo il concerto in Brunei).

## Apri-concerto
- Soul Attorneys
- The Corrs
- Mike and the Mechanics
- Human Nature

## Scaletta del tour
- Australia / Nord America / Asia

1. "The Power of Love"
2. "Falling into You"
3. "River Deep, Mountain High"
4. "Seduces Me"
5. "All by Myself"
6. "Pour que tu m'aimes encore"
7. "J'irai où tu iras"
8. "If You Asked Me To"
9. "Beauty and the Beast"
10. "Where Does My Heart Beat Now"
11. "Misled"
12. "Declaration of Love"
13. "It's All Coming Back to Me Now"
14. "To Love You More"
15. "Le ballet"
16. "Love Can Move Mountains"
17. "Fly"
18. "Call the Man"
19. "The Power of the Dream"
20. "Twist and Shout"
21. "Because You Loved Me"

- Europa

1. "The Power of Love"
2. "Falling into You"
3. "River Deep, Mountain High"
4. "Seduces Me"
5. "All by Myself"
6. "Pour que tu m'aimes encore"
7. "J'irai où tu iras"
8. "Only One Road"
9. "Beauty and the Beast"
10. "Where Does My Heart Beat Now"
11. "Misled"
12. "Declaration of Love"
13. "It's All Coming Back to Me Now"
14. "Le ballet"
15. "Love Can Move Mountains"
16. "Because You Loved Me"
17. "Twist and Shout"
18. "(You Make Me Feel Like) A Natural Woman"
19. "The Power of the Dream"
20. "Think Twice"

- Paesi francofoni

1. "Je sais pas"
2. "Destin"
3. "The Power of Love"
4. "Falling into You"
5. "Regarde-moi"
6. "Un garçon pas comme les autres (Ziggy)"
7. "All by Myself"
8. "Because You Loved Me"
9. "Love Can Move Mountains"
10. "Declaration of Love"
11. "It's All Coming Back to Me Now"
12. "Les derniers seront les premiers"
13. "J'irai où tu iras"
14. "Le ballet"
15. "Prière païenne"
16. "The Power of the Dream"
17. "Pour que tu m'aimes encore"
18. "Vole"

## Date del tour
| Oceania           |                      |               |                                           |
| 18 marzo 1996     | Perth                | Australia     | Perth Entertainment Centre                |
| 21 marzo 1996     | Adelaide             | Australia     | Adelaide Entertainment Centre             |
| 22 marzo 1996     | Melbourne            | Australia     | National Tennis Centre                    |
| 23 marzo 1996     | Melbourne            | Australia     | National Tennis Centre                    |
| 25 marzo 1996     | Sydney               | Australia     | Sydney Entertainment Centre               |
| 26 marzo 1996     | Sydney               | Australia     | Sydney Entertainment Centre               |
| 28 marzo 1996     | Newcastle            | Australia     | Newcastle Entertainment Centre            |
| 29 marzo 1996     | Gold Coast           | Australia     | Conrad Jupiters                           |
| 30 marzo 1996     | Brisbane             | Australia     | Brisbane Entertainment Centre             |
| 1º aprile 1996    | Auckland             | Nuova Zelanda | Aotea Centre                              |
| Nord America      |                      |               |                                           |
| Data              | Città                | Paese         | Luogo                                     |
| 10 aprile 1996    | Montréal             | Canada        | Bell Centre                               |
| 11 aprile 1996    | Montréal             | Canada        | Bell Centre                               |
| 12 aprile 1996    | Montréal             | Canada        | Bell Centre                               |
| 18 maggio 1996    | Vancouver            | Canada        | GM Place                                  |
| 20 maggio 1996    | Calgary              | Canada        | Saddledome                                |
| 21 maggio 1996    | Edmonton             | Canada        | Northlands Coliseum                       |
| 23 maggio 1996    | Saskatoon            | Canada        | Saskatoon Place                           |
| 25 maggio 1996    | Winnipeg             | Canada        | Winnipeg Arena                            |
| 26 maggio 1996    | Thunder Bay          | Canada        | Fort William Coliseum                     |
| 28 maggio 1996    | Sudbury              | Canada        | Sudbury Arena                             |
| 29 maggio 1996    | Hamilton             | Canada        | Copp's Coliseum                           |
| 31 maggio 1996    | Ottawa               | Canada        | Corel Centre                              |
| 1º giugno 1996    | Ottawa               | Canada        | Corel Centre                              |
| 5 giugno 1996     | Jonquière            | Canada        | Palais des Sports de Saguenay             |
| 7 giugno 1996     | Québec               | Canada        | Quebec Theatre Coliseum                   |
| 8 giugno 1996     | Québec               | Canada        | Quebec Theatre Coliseum                   |
| 12 giugno 1996    | Halifax              | Canada        | Halifax Metro Centre                      |
| 13 giugno 1996    | Sydney               | Canada        | Centre 200                                |
| 15 giugno 1996    | Moncton              | Canada        | Moncton Coliseum                          |
| 16 giugno 1996    | Saint John           | Canada        | Harbour Station                           |
| 18 giugno 1996    | Montréal             | Canada        | Bell Centre                               |
| 19 giugno 1996    | Montréal             | Canada        | Bell Centre                               |
| 20 giugno 1996    | Montréal             | Canada        | Bell Centre                               |
| 22 giugno 1996    | Toronto              | Canada        | Molson Amphitheatre                       |
| 23 giugno 1996    | Toronto              | Canada        | Molson Amphitheatre                       |
| 23 luglio 1996    | Boston               | Stati Uniti   | Great Woods                               |
| 24 luglio 1996    | Hartford             | Stati Uniti   | The Meadows                               |
| 26 luglio 1996    | Wantagh              | Stati Uniti   | Jones Beach Theater                       |
| 27 luglio 1996    | Holmdel              | Stati Uniti   | Garden State Arts Center                  |
| 29 luglio 1996    | New York             | Stati Uniti   | Madison Square Garden                     |
| 30 luglio 1996    | Filadelfia           | Stati Uniti   | Mann Center for the Performing Arts       |
| 1º agosto 1996    | Buffalo              | Stati Uniti   | Darien Lake Amphitheatre                  |
| 2 agosto 1996     | Cleveland            | Stati Uniti   | Blossom Music Center                      |
| 4 agosto 1996     | Columbus             | Stati Uniti   | Polaris Amphitheater                      |
| 5 agosto 1996     | Vienna (Virginia)    | Stati Uniti   | Wolf Trap Farm Park                       |
| 7 agosto 1996     | Indianapolis         | Stati Uniti   | Deer Creek Music Center                   |
| 8 agosto 1996     | Detroit              | Stati Uniti   | Pine Knob Music Theatre                   |
| 10 agosto 1996    | Cincinnati           | Stati Uniti   | Riverbend Music Center                    |
| 11 agosto 1996    | Chicago              | Stati Uniti   | World Music Theatre                       |
| 13 agosto 1996    | Atlanta              | Stati Uniti   | Chastain Memorial Park                    |
| 15 agosto 1996    | Houston              | Stati Uniti   | The Cynthia Woods Mitchell Pavilion       |
| 16 agosto 1996    | Dallas               | Stati Uniti   | Reunion Arena                             |
| 18 agosto 1996    | St. Louis            | Stati Uniti   | Riverport Amphitheater                    |
| 19 agosto 1996    | Kansas City          | Stati Uniti   | Sandstone Amphitheater                    |
| 21 agosto 1996    | Denver               | Stati Uniti   | Red Rocks Amphitheatre                    |
| 23 agosto 1996    | Las Vegas            | Stati Uniti   | Caesars Palace                            |
| 24 agosto 1996    | Las Vegas            | Stati Uniti   | Caesars Palace                            |
| 26 agosto 1996    | Los Angeles          | Stati Uniti   | Universal Amphitheatre                    |
| 28 agosto 1996    | Concord              | Stati Uniti   | Concord Pavilion                          |
| 29 agosto 1996    | San Francisco        | Stati Uniti   | Shoreline Amphitheatre                    |
| Europa            |                      |               |                                           |
| Data              | Città                | Paese         | Luogo                                     |
| 20 settembre 1996 | Parigi               | Francia       | Palais Omnisports de Paris-Bercy          |
| 21 settembre 1996 | Parigi               | Francia       | Palais Omnisports de Paris-Bercy          |
| 22 settembre 1996 | Parigi               | Francia       | Palais Omnisports de Paris-Bercy          |
| 24 settembre 1996 | Parigi               | Francia       | Palais Omnisports de Paris-Bercy          |
| 25 settembre 1996 | Parigi               | Francia       | Palais Omnisports de Paris-Bercy          |
| 27 settembre 1996 | Lione                | Francia       | Halle Tony Garnier                        |
| 28 settembre 1996 | Grenoble             | Francia       | Palais des Sport                          |
| 4 ottobre 1996    | Nimes                | Francia       | Arena di Nîmes                            |
| 6 ottobre 1996    | Le Mans              | Francia       | Antarès                                   |
| 7 ottobre 1996    | Caen                 | Francia       | Le Zénith                                 |
| 9 ottobre 1996    | Strasburgo           | Francia       | Strasbourg Rhenus                         |
| 10 ottobre 1996   | Metz                 | Francia       | Galaxie Amnéville                         |
| 12 ottobre 1996   | Gand                 | Belgio        | Flanders Expo                             |
| 13 ottobre 1996   | Gand                 | Belgio        | Flanders Expo                             |
| 15 ottobre 1996   | Colonia              | Germania      | Sporthalle                                |
| 16 ottobre 1996   | Francoforte sul Meno | Germania      | Festhalle Frankfurt\|Festhalle            |
| 18 ottobre 1996   | Rotterdam            | Paesi Bassi   | Ahoy Rotterdam                            |
| 19 ottobre 1996   | Rotterdam            | Paesi Bassi   | Ahoy Rotterdam                            |
| 21 ottobre 1996   | Amburgo              | Germania      | Alsterdorfer Sporthalle                   |
| 23 ottobre 1996   | Copenaghen           | Danimarca     | Forum di Copenaghen                       |
| 25 ottobre 1996   | Stoccolma            | Svezia        | The Globe Arena                           |
| 26 ottobre 1996   | Oslo                 | Norvegia      | Sentrum Scene                             |
| 28 ottobre 1996   | Berlino              | Germania      | Internationales Congress Centrum          |
| 30 ottobre 1996   | Milano               | Italia        | Fila Forum                                |
| 31 ottobre 1996   | Losanna              | Svizzera      | Patinoire de Malley                       |
| 1º novembre 1996  | Ginevra              | Svizzera      | SEG Geneva Arena                          |
| 3 novembre 1996   | Zurigo               | Svizzera      | Hallenstadion                             |
| 4 novembre 1996   | Zurigo               | Svizzera      | Hallenstadion                             |
| 6 novembre 1996   | Neuchâtel            | Svizzera      | Patinoire Litorall                        |
| 7 novembre 1996   | Norimberga           | Germania      | Frankenhalle                              |
| 10 novembre 1996  | Liévin               | Francia       | Stade Couvert                             |
| 11 novembre 1996  | Cardiff              | Regno Unito   | Cardiff International Arena               |
| 13 novembre 1996  | Sheffield            | Regno Unito   | Sheffield Arena                           |
| 14 novembre 1996  | Manchester           | Regno Unito   | Nynex Arena                               |
| 16 novembre 1996  | Londra               | Regno Unito   | Wembley Arena                             |
| 17 novembre 1996  | Londra               | Regno Unito   | Wembley Arena                             |
| 19 novembre 1996  | Glasgow              | Regno Unito   | Scottish Exhibition and Conference Centre |
| 20 novembre 1996  | Glasgow              | Regno Unito   | Scottish Exhibition and Conference Centre |
| 22 novembre 1996  | Birmingham           | Regno Unito   | NEC Arena                                 |
| 23 novembre 1996  | Birmingham           | Regno Unito   | NEC Arena                                 |
| 25 novembre 1996  | Dublino              | Irlanda       | Point Theatre                             |
| 26 novembre 1996  | Dublino              | Irlanda       | Point Theatre                             |
| 28 novembre 1996  | Londra               | Regno Unito   | Wembley Arena                             |
| 29 novembre 1996  | Londra               | Regno Unito   | Wembley Arena                             |
| Nord America      |                      |               |                                           |
| Data              | Città                | Paese         | Luogo                                     |
| 17 dicembre 1996  | Montréal             | Canada        | Bell Centre                               |
| 18 dicembre 1996  | Montréal             | Canada        | Bell Centre                               |
| 19 dicembre 1996  | Montréal             | Canada        | Bell Centre                               |
| Asia              |                      |               |                                           |
| Data              | Città                | Paese         | Luogo                                     |
| 2 febbraio 1997   | Yokohama             | Giappone      | Yokohama Arena                            |
| 3 febbraio 1997   | Tokyo                | Giappone      | Budokan                                   |
| 6 febbraio 1997   | Osaka                | Giappone      | Osaka Castle Hall                         |
| 7 febbraio 1997   | Osaka                | Giappone      | Osaka Castle Hall                         |
| 10 febbraio 1997  | Hiroshima            | Giappone      | Hiroshima Green Arena                     |
| 11 febbraio 1997  | Fukuoka              | Giappone      | Marine Messe Fukuoka                      |
| 14 febbraio 1997  | Tokyo                | Giappone      | Budokan                                   |
| 15 febbraio 1997  | Tokyo                | Giappone      | Budokan                                   |
| 16 febbraio 1997  | Tokyo                | Giappone      | Budokan                                   |
| 19 febbraio 1997  | Nagoya               | Giappone      | Nagoya Rainbow Hall                       |
| 21 febbraio 1997  | Seul                 | Corea del Sud | Arena Ginnica Olimpica                    |
| 23 febbraio 1997  | Bandar Seri Begawan  | Brunei        |                                           |
| Nord America      |                      |               |                                           |
| Data              | Città                | Paese         | Luogo                                     |
| 11 marzo 1997     | Tampa                | Stati Uniti   | Ice Palace                                |
| 12 marzo 1997     | West Palm Beach      | Stati Uniti   | Coral Sky Amphitheatre                    |
| 14 marzo 1997     | Memphis              | Stati Uniti   | Mid-South Coliseum                        |
| 15 marzo 1997     | Memphis              | Stati Uniti   | Mid-South Coliseum                        |
| 16 marzo 1997     | New Orleans          | Stati Uniti   | Lakefront Arena                           |
| 18 marzo 1997     | Orlando              | Stati Uniti   | Orlando Arena                             |
| 25 marzo 1997     | Los Angeles          | Stati Uniti   | Universal Amphitheatre                    |
| 27 marzo 1997     | San Francisco        | Stati Uniti   | Civic Auditorium                          |
| 29 marzo 1997     | Portland             | Stati Uniti   | Rose Garden Amphitheater                  |
| 31 marzo 1997     | Seattle              | Stati Uniti   | Key Arena                                 |
| 4 aprile 1997     | Pittsburgh           | Stati Uniti   | Civic Arena                               |
| 5 aprile 1997     | Atlantic City        | Stati Uniti   | Taj Mahal                                 |
| 7 aprile 1997     | Boston               | Stati Uniti   | Fleet Center                              |
| 8 aprile 1997     | Ledyard              | Stati Uniti   | Foxwoods                                  |
| 12 aprile 1997    | New York             | Stati Uniti   | Madison Square Garden                     |
| 25 aprile 1997    | Las Vegas            | Stati Uniti   | Caesars Palace                            |
| 26 aprile 1997    | Las Vegas            | Stati Uniti   | Caesars Palace                            |
| 27 aprile 1997    | Las Vegas            | Stati Uniti   | Caesars Palace                            |
| 5 maggio 1997     | Montréal             | Canada        | Bell Centre                               |
| 6 maggio 1997     | Montréal             | Canada        | Bell Centre                               |
| 11 maggio 1997    | Montréal             | Canada        | Bell Centre                               |
| 12 maggio 1997    | Montréal             | Canada        | Bell Centre                               |
| Europa            |                      |               |                                           |
| Data              | Città                | Paese         | Luogo                                     |
| 12 giugno 1997    | Dublino              | Irlanda       | Lansdowne Park                            |
| 14 giugno 1997    | Londra               | Regno Unito   | Earls Court                               |
| 15 giugno 1997    | Londra               | Regno Unito   | Earls Court                               |
| 18 giugno 1997    | Amsterdam            | Paesi Bassi   | Amsterdam ArenA                           |
| 20 giugno 1997    | Bruxelles            | Belgio        | Stadio Re Baldovino                       |
| 22 giugno 1997    | Copenaghen           | Danimarca     | Parken                                    |
| 24 giugno 1997    | Berlino              | Germania      | Waldbühne                                 |
| 26 giugno 1997    | Zurigo               | Svizzera      | Letzigrund                                |

## Dati Box office
| Luogo                                  | Città                        | Biglietti venduti / Disponibili | Incasso    |
| -------------------------------------- | ---------------------------- | ------------------------------- | ---------- |
| Australia (tutti i concerti)           | Australia (tutti i concerti) | 65,000 / 65,000 (100%)          | $2,650,000 |
| Bell Centre (17-19 dicembre 1996)      | Montréal                     | 30,928 / 34,734 (89%)           | $1,106,457 |
| Fleet Center (7 aprile 1997)           | Boston                       | 15,508 / 15,508 (100%)          | $445,000   |
| Madison Square Garden (12 aprile 1997) | New York                     | 13,524 / 13,524 (100%)          | $624,260   |
|                                        | Totale                       | 124,960 / 128,766 (97%)         | $4,825,717 |

## Broadcasts and recordings
Il 14-15 marzo 1997, mostra presso la Mid-South Coliseum a Memphis, sono stati filmati e il concerto trasmesso in televisione. È stato inoltre pubblicato il VHS nel novembre 1998. Il DVD avrebbe dovuto essere pubblicato il 27 febbraio 2008 in Giappone, ma è stato annullato.